# Корнієнко Анатолій Петрович
Анато́лій Петро́вич Корніє́нко (10 вересня 1935, Соколівка Білоцерківський рацон Київська область — 29 січня 2004, Київ) — український та радянський бібліотекар, бібліотекознавець, бібліограф, бібліографознавець, заслужений працівник культури України (1991), директор Національної парламентської бібліотеки України (1983—2004),  депутат Печерської районної ради м. Києва, віце-президент УБА (1995—2004), голова Держвіної екзаменаційної комісії КНУКіМ (1993—2004).

## Біографія
Народився 10 вересня 1935 року в селі Соколівка Васильківського району Київської області у селянській родині. У 1954 році закінчив Лосятинську середню школу. 
З вересня 1954 по грудень 1957 року служив у Радянській Армії, після демобілізації призначений завідувачем сільського клубу і бібліотеки. З 1958 по 1962 рік навчався в Харківському інституті культури. 
Після закінчення навчання направлений на роботу до Державної республіканської бібліотеки України із набутою спеціальністю «бібліотекар і бібліограф найвищої кваліфікації». 
Працював інспектором відділу бібліотек Міністерства культури України. З 1967 по 1975 рік — заступником директора з наукової роботи Державної республіканської бібліотеки УРСР для дітей, тоді разом із співробітниками і особисто розробляв деякі регламентуючі й методичні документи.
Потім йому доручили створення і керівництво Державною бібліотекою УРСР для юнацтва, директором якої він був з 1975 по жовтень 1983 року. З 1983 до 2004 — директор, генеральний директор Національної парламентської бібліотеки України.
Помер 29 січня 2004 року в Києві.

### Особистість
У бібліографічному нарисі опублікованому працівниками НПБУ в 2005 році зазначено, що «А. П. Корнієнко вмів об’єднати навколо справи великі колективи співробітників, виявляючи у кожному своєму управлінському рішенні якості істинного громадянина своєї держави, вдумливого і досвідченого фахівця, гуманної та справедливої людини. Його авторитет серед діячів культури, бібліотечних працівників був незаперечним».

## Наукова робота
З 1998 до 2004 року працював головним редактором українського науково-виробничого журналу «Бібліотечна планета», вів авторську рубрику «Колонка головного редактора».
Доклав зусилля до створення мережі обласних бібліотек для юнацтва, керував розробленням концепцій диференційованого обслуговування дітей і молоді, спрямування засобів бібліотечного обслуговування на соціальну адаптацію підлітків, формування у них громадянських і патріотичних переконань. 
Автор статей у періодиці, в яких порушував проблеми бібліотечного розвитку, висвітлював у спеціалізованій пресі і ЗМІ розвиток технологічних процесів, напрямів бібліотечної діяльності, аналізував науково-дослідну діяльність українських бібліотек, активно виступав за інтеграцію бібліотечної науки і практики, за співпрацю провідних бібліотек різного підпорядкування та спеціальних бібліотечних кафедр. 
Брав участь у міжнародних конеренціях в Австрії, Білорусі, Нідерландах, Канаді, Німеччині, РФ, США.
Багато зусиль докладав для забезпечення розробки в УРСР Концепції розвитку бібліотечної справи на етапі перебудови суспільства. Один з розробників Закону України «Про бібліотеки і бібліотечну справу».

## Нагороди
- Медаль «За доблесну працю» (1970);
- медаль Н. К. Крупської (1979);
- медаль «За трудову доблесть» (1981);
- медаль «В пам'ять 1500-річчя Києва» (1982);
- медаль «Ветеран праці» (1983);
- орден «Знак пошани» (1985);
- заслужений працівник культури України (1991)[3].